# 통제선

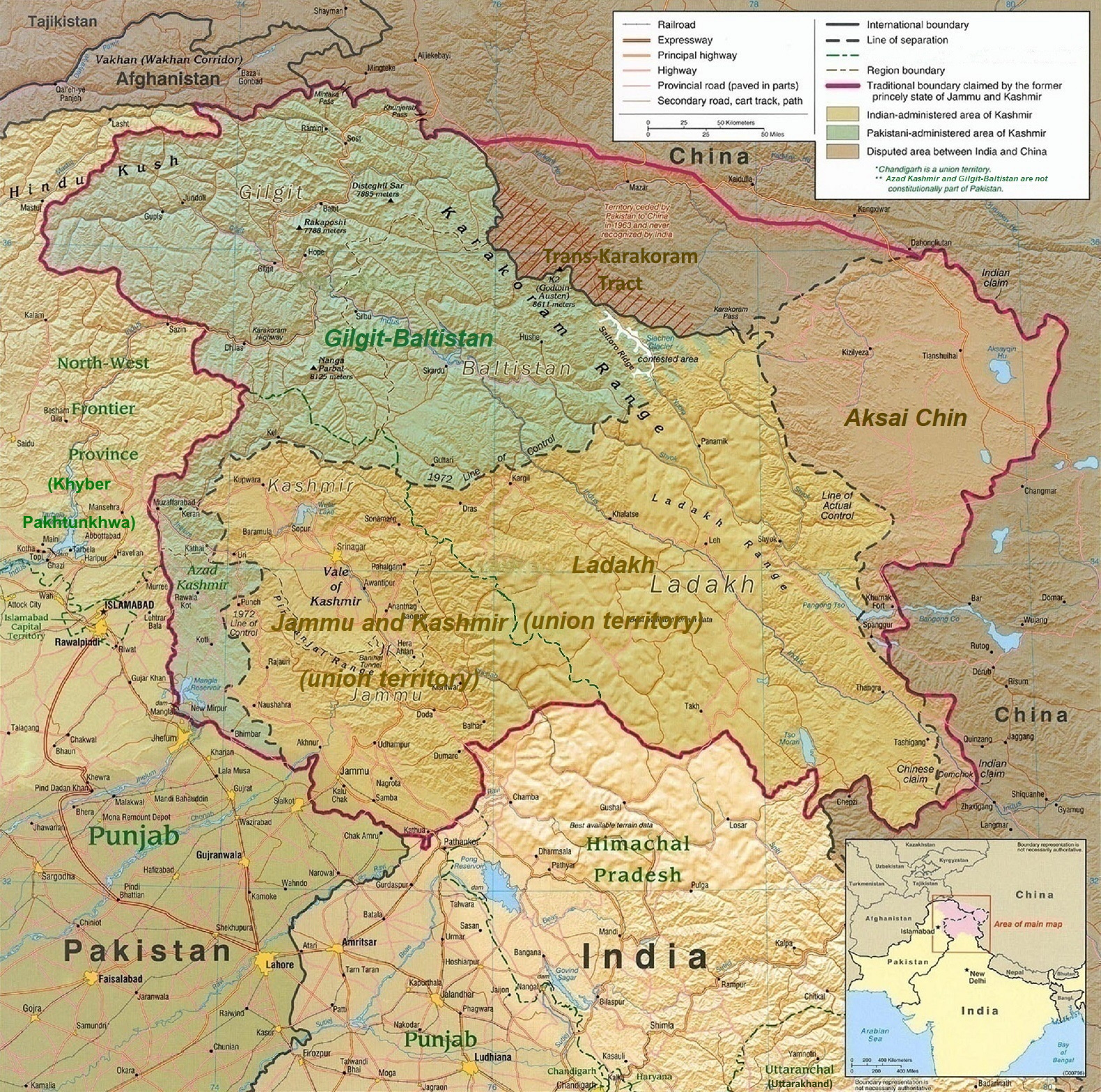
카슈미르 지역의 정치 지도. 통제선을 표시하고 있다.

통제선 또는 라인 오브 컨트롤(Line of Control, LoC)은 인도와 파키스탄이 통제하던 전 군주국 잠무카슈미르 지역 사이의 군사 통제선으로, 법적으로 인정된 국제 경계선은 아니지만 사실상의 국경 역할을 한다. 이는 1971년 인도-파키스탄 전쟁이 끝날 때 심라 협정의 일부로 확립되었다. 양국은 휴전선을 "통제선"으로 이름을 바꾸는 데 동의하고 각자의 입장을 침해하지 않고 이를 존중하기로 약속했다. 사소한 세부 사항을 제외하면 이 선은 원래 1949년 휴전선과 거의 동일하다.
인도의 지배를 받던 이전 왕자 국가의 일부는 잠무, 카슈미르, 라다크의 연합 영토로 나뉜다. 파키스탄이 통제하는 지역은 아자드 카슈미르와 길기트발티스탄으로 나뉜다. 통제선의 최북단 지점은 NJ9842로 알려져 있으며 그 너머에는 1984년 논쟁의 뼈대가 된 시아첸 빙하가 있다. 통제선의 남쪽에는(Sangam, Chenab River, Akhnoor) 국경이 있다. 모호한 지위를 가지고 있는 파키스탄 펀자브와 잠무 지방 사이: 인도는 이를 "국제 경계"로 간주하고 파키스탄은 이를 "작업 국경"이라고 부른다.
또 다른 휴전선은 인도가 통제하는 잠무카슈미르 주와 중국이 통제하는 악사이친(Aksai Chin) 지역을 분리하는 경계선이다. 더 동쪽에 위치한 이 지점은 실질통제선(LAC)으로 알려져 있다.

## 같이 보기
- 시아첸 빙하
- 인도-파키스탄 관계